# 자바드 네쿠남
자바드 네쿠남(페르시아어: جواد نکونام, Javad Nekounam, 1980년 9월 7일 ~ )은 이란의 전 축구 선수로, 현재 에스테글랄 FC의 감독을 맡고 있다.

## 선수 시절
네쿠남은 파스에서 뛰던 시절 팀의 리그 우승과 AFC 챔피언스리그 8강 진출에 공헌하였다. 그 후에는 아랍에미리트 리그를 거쳐 2006년 FIFA 월드컵 이후, 스페인의 오사수나로 이적하였다. 이로써 이란 선수로선 최초로 프리메라리가에 진출한 선수가 되었다. 2006-2007 시즌에는 27경기에 출전해 2골을 기록하였으며, 그 밖에 UEFA컵 결승 토너먼트 1차전 지롱댕 드 보르도 전에서 연장 후반에 결승골을 넣으면서 인상적인 활약을 펼쳤다.
프리메라리가 2007-08 시즌에는 십자 인대 파열로 대부분의 경기에 출전하지 못하였지만, 전 시즌의 인상적인 활약과 감독의 요구로 2011년까지 계약이 연장되었다.
이란 축구 국가대표팀에서는 2001년 1월 에콰도르와의 경기를 통해 데뷔하였다. 2002년 FIFA 월드컵 아시아 지역 예선에도 참가하였지만 대륙간 플레이오프에서 출장 기회를 얻지 못하였고, 이란이 아일랜드에게 지는 바람에 월드컵 본선에 나서지 못하였다. 하지만 2002년 아시안 게임에 참가해 이란의 금메달을 이끌면서 반전에 성공했다. 그 후 이란 국가대표팀의 주력으로 성장한 네쿠남은 2004년 AFC 아시안컵, 2006년 FIFA 월드컵 등 여러 국제 대회에서 주축 선수로 활약하였다.
2015년 3월 31일 스웨덴과의 경기가 끝난 후 국가대표팀 은퇴를 선언하였다.

## 지도자 생활
2016년 7월 16일 현역 은퇴를 선언하고, 이란 축구 국가대표팀의 수석 코치로 부임했다.

## 경력
- 2002년 아시안 게임 축구 국가대표
- 2004년 AFC 아시안컵 국가대표
- 2006년 FIFA 월드컵 국가대표
- 2007년 AFC 아시안컵 국가대표
- 2011년 AFC 아시안컵 국가대표
- 2014년 FIFA 월드컵 국가대표
- 2015년 AFC 아시안컵 국가대표

## 수상
파스
- 이란 프로리그: 2003-04

에스테글랄
- 이란 프로리그: 2012-13

알쿠웨이트
- 쿠웨이트 에미르 컵: 2013-14

 이란
- AFC - OFC 챌린지컵: 2003
- 아시안 게임: 2002
- 서아시아 축구 연방 선수권 대회: 2004, 3위 2002
- 아시안컵: 3위 2004

개인
- 풋볼 이란 뉴스 & 이벤트: 올해의 선수와 미드필더 (오사수나, 2006-07)
- AFC 챔피언스리그: 드림팀 2013
- 아시아 올해의 축구 선수: 차점자 2013

## 같이 보기
- A매치 100경기 이상 출전한 축구 선수 명단